# قارلوجة
قارلوجة هي قرية في مقاطعة خدا أفرين، إيران. عدد سكان هذه القرية هو 546 في سنة 2006.